# 石黒由美子
石黒 由美子（いしぐろ ゆみこ、1983年10月31日 - ）は、日本の元アーティスティックスイミング選手、教育学者。

## 人物
愛知県出身。愛知県立日進高等学校、愛知教育大学教育学部初等教育教員養成課程体育専攻卒業、同大学院教育学研究科保健体育専攻修士課程終了。現在、神戸大学大学院人間発達環境学研究科博士後期課程在学中。
2008年北京オリンピック日本代表としてシンクロナイズドスイミング・チームに出場。予選テクニカルルーティンには出場したが決勝フリールーティンは青木愛と交代し出場しなかった。
小学2年生の時に交通事故で重傷を負いその後リハビリをへてオリンピック出場を果たした。
2017年1月1日、競輪選手の野口正則と結婚。

## 事故の影響
7歳（小学校2年生）の頃、当時通っていたバレエ教室からの帰りに母親が迎えに来て停車中、暴走車に激突される交通事故に遭う。衝撃で粉砕した車のフロントガラスが顔中に突き刺さり、顔だけで540針・口内でも260針を縫う大怪我を負った。しかも失明こそ免れたものの、両目の視野も狭小化し、聴力も戻らなかった上、事故前の記憶を失って言語障害を起こし、数字の大小すら分からぬ脳機能障害まで負った事で『普通学級に戻るのは難しいかもしれません』と担当医から告げられたほどだった。
そんな入院中に観たテレビに感化され、退院後に名古屋市のシンクロクラブ「ザ・クラブピア88」に入門した。ただ三半規管にも残るダメージの影響で真っ直ぐ泳げず、完全に閉じない右目は真っ赤に腫れ、左右で50～60°程度の狭視野により首を余計に動かさねばならず、音楽をかけた練習でも曲を聞き取れずに振り付けが遅れるなど、多くのハンデを負っていた。
2014年12月、在名民放5局でオンエアされた「交通事故防止キャンペーン」のCMに出演。同年12月14日、愛知県知事の大村秀章と共にイオンモール名古屋みなとで啓発活動を行った。

## 著書
- 「奇跡の夢ノート」　NHK出版2010/8/21発行　ISBN 978-4140814314